# Heavy Metal Force 3
Heavy Metal Force 3 è una raccolta di brani della scena giapponese hard rock e heavy metal underground anni ottanta. Figurano alcune band che negli anni seguenti ebbero successo come gli X Japan e i Saber Tiger.

## Tracce
1. Discharge - 4:26 (Casbah)
2. I Was Born to Thrash - 3:04 (Jurassic Jade)
3. Break the Darkness - 2:56 (X Japan)
4. Vampire - 5:35 (Saber Tiger)
5. You Keep on Driving - 3:51 (Mephistopheles)
6. Ryuketsu Ningyo - 5:40 (Jurassic Jade)
7. Live & Let Die - 4:32 (Rude Seducer)
8. Want You - 3:03 (Jewel)
9. Madman - 4:01 (Jackal)
10. I'm Crazy Boy - 3:59 (Sqwier)
11. Anymore - 3:19 (Appeal)
12. Get it Out - 4:58 (Offender)